# Jacques Derrida
Jacques Derrida   (El Biar, 15 de juliol de 1930 - 5è districte de París, 8 d'octubre de 2004) fou un pensador i filòsof francès. Professor a l'École Normale Supérieure i director d'estudis a l'École des Hautes Études en Sciencies Sociales, és conegut per haver desenvolupat una escola de pensament coneguda com a desconstruccionisme, que posa en qüestió la fenomenologia i la metafísica tradicionals i introdueix una nova manera de concebre les ciències humanes. En aquest sentit, Derrida és una de les principals figures associades amb el postestructuralisme i la filosofia postmoderna.
Al llarg de la seva carrera, Derrida va publicar més de 40 llibres, així com centenars d'assajos i de conferències. La seva influencia va ser significativa en gran varietat de camps de les humanitats i les ciències socials, com la filosofia, la literatura, el dret, l'antropologia, la historiografia, la lingüística aplicada, la sociolingüística, la psicoanàlisi, la teoria política, els estudis religiosos, el feminisme i els estudis queer. La seva obra ha tingut i segueix tenint un gran ressò als Estats Units, a l'Europa continental, a Sud-amèrica i en general als països on la filosofia continental ha estat influent.
Alguns dels seus treballs considerats més rellevants són De la Grammatologia (1967), L'écriture et la différence (1967), Marges de la philosophie (1972) i al La voix et le phénomène (1967). En els seus últims escrits Derrida va abordar temes relatius a l'ètica i la política, que van influenciar diversos moviments de caràcter activista i polític. Va convertir-se en un personatge àmpliament conegut i controvertit, a causa de la seva particular aproximació a la filosofia i a la complexitat del seu treball.

## Biografia

### Infantesa
Nascut a Algèria i procedent d'una família jueva de classe mitjana, va passar a la seva ciutat natal tota la seva infància.
Durant la primera adolescència, ja a França, va començar el seu interès per la filosofia llegint Rousseau, Nietzsche, André Gide i Albert Camus. El 1952, va ingressar a l'École Normale Supérieure, on va llegir Kierkegaard, Martin Heidegger i Louis Althusser.
Al juny del 1957, es va casar amb la psicoanalista Marguerite Aucouturier (amb qui tindria dos fills, Pierre nascut el 1963 i Jean el 1967). Mesos després, va haver de tornar a Algèria per fer el servei militar. Va sol·licitar ser destinat com a mestre en una escola per a fills de soldats a Kólea, a prop d'Argel. Durant més de dos anys, va ser soldat i va ensenyar francès i anglès a joves algerians.
El 1959, va continuar sent professor en un liceu de Le Mans. El 1964, guanyà el premi Jean Cavaillès d'epistemologia per la seva traducció de L'origen de la geometria, d'Edmund Husserl. Del 1960 al 1964, va ser professor de filosofia a La Sorbona.

### École Supérieure
El 1965, va rebre el càrrec de director d'estudis de l'École Normale Supérieure, al departament de filosofia. La seva participació amb un grup de destacats intel·lectuals francesos en la Johns Hopkins University va ser el començant dels seus freqüents viatges als Estats Units, on el seu pensament va influir notablement. L'any 1967, publicà els seus primers tres llibres i durant els anys setanta participà amb altres autors, com Jean-Luc Nancy, Philippe Lacoue-Labarthe i Sarah Kofmaen, en diversos projectes, com la creació de l'Editorial Galilée.
El 1967, va publicar tres de les seves obres més importants, que varen cimentar la seva fama en els medis filosòfic i acadèmic: De la gramatologia, L'escriptura i la diferència i La veu i el fenomen. Va participar així mateix amb la important revista de crítica francesa Tel Quel.
Gràcies a la seva amistat amb l'escriptora Hélène Cixous, que data de 1963, Derrida va estar implicat en la fundació de la Universitat Experimental de Vincennes. Cixous, que tenia l'encàrrec de Raymond Las Vergnas, converteix a Derrida, Georges Canguilhem i Roland Barthes en els seus assessors. La relació personal, intel·lectual i creativa entre el filòsof i l'escriptora va ser d'un abast enorme, com testimonia la bibliogragia d'ambdós autors. Derrida escriu un llibre sobre Hélène Cixous, H.C. pour la vie, c'est à dire… (2002) i nombrosos textos a quatre mans, com per exemple Voiles (1998).
El 1983, va ser cofundador del Collège international de philosophie (CIPH), del qual va ser primer president. Durant els anys posteriors, va ser professor en la University of California, Irvine. També va mantenir una esgotadora tasca com a conferenciant per diverses universitats nord-americanes, les més importants.
Derrida va ser membre d'American Academy of Arts and Sciences i va rebre, el 2001, l'Adorno-Preis de la Universitat de Frankfurt. També va ser declarat doctor Honoris causa per la Universitat de Cambridge, la Universitat de Colúmbia, La Nova Escola d'Investigació Social, la Universitat d'Essex, la Universitat de Leuven, el Col·legi Williams i la Universitat de Silèsia.

### Llegat i mort
El 2003, li van diagnosticar un càncer de pàncrees, i per aquesta raó va reduir notablement els seus compromisos com a conferenciant i professor. Finalment, va morir a Paris el 8 d'octubre del 2004.
Cal destacar el seu vessant compromès, participant en els moviments estudiantils tant en el maig del 68, o en actes contra la Guerra del Vietnam. El 1981, va fundar l'associació Jean-Huss per ajudar els intel·lectuals txecs dissidents. El 1983, també va participar en activitats culturals a favor de Nelson Mandela i contra el govern d'apartheid de Sud-àfrica. Cal destacar la col·laboració en la campanya per alliberar el periodista negre Mumia Abu-Jamal i també l'oposició a l'ocupació de l'Iraq el 2003.

## Filosofia
Derrida té la reputació de ser un escriptor complicat, que resulta exigent per als seus lectors. El seu estil és dens, utilitza nombrosos jocs de mots i al·lusions. Tot i que és conegut per haver desenvolupat el desconstruccionisme, aquest concepte no ocupa el centre de la seva obra. El seu pensament, que sovint desconcerta i requereix nombroses relectures, no s'estructura al voltant d'una voluntat d'oferir una teoria o un mètode d'anàlisi autònom, sinó que parteix de l'anàlisi i la desconstrucció de textos de pensadors com Plató, Rousseau o Lévi-Strauss, els quals serveixen «d'hostes».
Un dels punts de partida de la seva obra se situa en la crítica de la lingüística i del lloc dominant que aquesta ocupa en el camp de les humanitats. A De la Grammatologia (1967), Derrida suggereix que el model lingüístic llavors predominant reposa sobre una contradicció: la idea que l'origen de la llengua es troba en la paraula oral i que l'escriptura n'és una mera transcripció. La lingüística considera la llengua oral com la llengua vertadera, és a dir, com la llengua original.
Aquesta concepció, però, prové de més lluny, tal com assenyala al seu assaig La pharmacie de Platon (1968). En aquest assaig, Derrida analitza el Fedre de Plató, centrant-se en l'ús del terme pharmakon, que en grec pot significar tant ‘cura’ o ‘remei’ com ‘verí’ o ‘droga’. A Fedre, Sòcrates reconeix la primacia de la paraula per sobre l'escriptura, que és descrita com a pharmakon: tot i que el déu Egipci Theuth presenta l'escriptura com un ‘remei’ per la memòria, per a Sòcrates no és més que un ‘verí’, ja que cap instrucció escrita pot portar implícits resultats clars i certs. La indecidibilitat de l'escriptura com a pharmakon «més enllà de ser governada per aquestes oposicions [bé/mal, verdader/fals, essència/aparença, etc.], n'obre la seva possibilitat sense deixar-se ser compresa per elles». Així, el pharmakon no «té una identitat ideal», sinó que és més aviat «el mitjà anterior en el qual es produeix la diferenciació en general».
Derrida denuncia la idea que el text hagi d'estar necessàriament sotmès a un sentit anterior i exterior, és a dir, que existeixi un sentit precedent al signe. Segons l'estructuralisme, corrent iniciat per Ferdinand de Saussure amb el seu Cours de linguistique générale (1916), significant i significat constitueixen una entitat indissociable que es veu reflectida en el signe lingüístic, de manera que el sentit és necessàriament el resultat d'una combinació de signes, basat en les relacions de diferència que s'estableixen entre aquests. Derrida assenyala que «el significat central, originari o transcendental mai no es troba absolutament present fora d'aquest sistema de diferències». Així, aquesta qüestió sobre l'origen absolut farà del sentit quelcom inassolible, que mai pot ser present, que s'anuncia però que s'escapa contínuament, que es manté sempre en la dimensió de la diferència.
Derrida porta al terreny de la lingüística els plantejaments de Husserl sobre l'origen a L'Origine de la géometrie (1954). Aquesta contradicció inherent a l'origen, plantejada inicialment —a un nivell lingüístic— en termes de paraula i escriptura, anunciarà i influenciarà la resta del pensament derridià.

### Ladifférance
La différance és un concepte recurrent a l'obra de Derrida. Derrida utilitza aquest terme per primer cop en el text d'una conferència titulada «“Gènese et structure” et la phénoménologie», pronunciada a Cersy-la-Salle el 1959 i posteriorment publicat a L'écriture et la différence. «Différance» és també el títol d'una conferència pronunciada per Derrida el 27 de gener de 1968 i publicada a Théorie d'ensemble (1968) i a Marges de la philosophie (1972).
Derrida assenyala que aquest neografisme (différance en lloc de différence) no és, en realitat, ni un mot ni un concepte, i que la intervenció gràfica que consisteix en substituir la e per la a «ha estat calculada en el procés escrit d'una qüestió sobre l'escriptura». Aquest canvi de vocal produeix una diferència que «s'escriu o es llegeix, però […] no se sent»: en francès, tots dos mots (différence i différance) es pronuncien exactament igual ([difeʁɑ̃s]). Això permet plantejar una sèrie de qüestions sobre l'escriptura: «No hi ha una escriptura purament i rigorosament fonètica». La diferència articulada per la a de diferància no és perceptible sensorialment a través del so, «però tampoc por pertànyer al domini de la intel·ligibilitat, a la idealitat, associada no pas fortuïtament amb l'objectivitat del theorein o de l'enteniment». Això és degut al fet que el llenguatge de l'enteniment es troba atrapat en l'ús de metàfores sensibles: per exemple, θεωρεῖν (theōrein) significa ‘veure’ en grec antic.
El verb francès différer té les mateixes accepcions que el verb català diferir: pot significar tant ‘ajornar’ com ‘no ésser igual a algú o a alguna cosa’. D'altra banda, el nom “diferència” només s'associa al segon significat. A l'assaig «Différance», Derrida suggereix que la différance posa en relleu una sèrie de característiques heterogènies que governen la producció del significat textual. La primera (relacionada amb l'ajornament) es correspon a la noció que els mots i els signes mai poden invocar la totalitat d'allò que signifiquen, sinó que només poden ser definits mitjançant l'ús d'altres mots, dels quals difereixen. D'aquesta manera, el significat queda «ajornat» o posposat per sempre, a través d'una cadena infinita de significants. La segona característica (relativa a la diferència o a l'espaiament) fa referència a la força que diferencia uns elements dels altres i que, com a conseqüència, crea les oposicions binàries i jerarquies sobre les quals s'apuntala el significat. La significació només pot anunciar-se a partir del funcionament d'una xarxa d'oposicions i de distincions, és a dir, de diferències «sense termes positius». Els mots no són nuclis compactes. Per consegüent, «el concepte significat mai és completament present en ell mateix, en una presència suficient que només faria referència a ella mateixa». Tots els conceptes s'inscriuen necessàriament en una cadena formada per un joc de diferències. La différance és «el moviment de joc que “produeix” […] aquestes diferències, aquests efectes de diferència.»

### La traça
A partir del fet que en la llengua només hi hagi un joc de diferències en lloc de termes positius o «plens», és a dir, plenament presents a ells mateixos i autònoms, Derrida proposa anomenar «traça» (en francès, trace) al mecanisme que permet el procés de significació. Aquest procés permetria que qualsevol element de la llengua guardés en ell una petjada, «una marca de l'element passat» i que es deixés «perforar per la marca de la seva relació amb l'element futur».
La traça, que il·lustra el joc de la différance, no és ni absència ni presència: «la traça no és una presència, sinó el simulacre d'una presència que es disloca, es desplaça, es retorna, que no té pròpiament lloc, l'esborrament pertany a la seva estructura [...]». El present «esdevé una funció en una estructura d'ajornament generalitzat».
Més generalment, el concepte de traça segons Derrida permet posar en qüestió d'una manera determinada (desconstruir) l'autoritat del present i de la consciència plena, del significat transcendental, de l'autoritat de l'essència, etc.; conceptes en els quals la filosofia occidental ha tendit a creure i sobre els quals s'ha fundat.

### La desconstrucció
Tot i que el concepte de desconstrucció és el que gaudeix de més popularitat en la seva obra, Derrida confessa sentir-se incòmode amb aquesta associació, ja que afirma haver utilitzat molt pocs cops aquest terme i nega que sigui un mètode o una tècnica, i molt menys una «filosofia».
Amb tot, el concepte de desconstrucció sorgeix, a grans trets, a partir de la lectura detallada que aquest filòsof fa dels treballs de pensadors com Plató, Rousseau o Heidegger. Derrida assenyala que la filosofia occidental ha tendit a assumir certs models de profunditat metafòrica que han governat la concepció que tenim de la llengua i la consciència. Aquests models, pertinents principalment a la metafísica i a la fenomenologia, assumeixen l'existència d'un sentit precedent al signe, que sotmet el text al logos d'un sentit anterior i exterior, i que esborra les petjades sobre les quals s'ha construït aquest sentit. Derrida considera que aquestes assumpcions, molt sovint no reconegudes com a tals, formen part d'una «metafísica de la presència» a la qual la filosofia occidental s'ha vist sempre subjugada. Aquest logocentrisme (que Derrida posa en diàleg amb la psicoanàlisi utilitzant el terme falogocentrisme), propicia l'aparició d'oposicions binàries «marcades» i jerarquitzades que exerceixen una influència en la manera com concebem el món, des de la relació que s'estableix entre paraula i escriptura o absència i presència fins a la nostra percepció de les diferències racials o de gènere.
Així, l'interès del desconstruccionisme és, doncs, «desconstruir» la metafísica occidental, que ha estat fundada sobre l'assumpció de l'ésser com a presència, amb l'objectiu d'identificar els pressupòsits que la sostenen i les apories a les quals mena inevitablement.

## El pensament de Derrida en context
Derrida va tenir un impacte significatiu en la filosofia continental europea i en la teoria literària, en particular mitjançant la seva associació amb el crític literari Paul de Man. No obstant això, no hi ha acord sobre fins a quin punt existeix consonància entre la teoria de Derrida i la desconstrucció que s'ha desenvolupat en la crítica literària. Derrida també va fer referència a la filosofia analítica en el seu treball, en particular al treball de J. L. Austin.
El seu treball és sovint associat amb el postestructuralisme i el postmodernisme, però la seva associació amb el segon no és completa. Jean-François Lyotard és un pont més proper entre la desconstrucció i el postmodernisme, en desenvolupar sentits filosòfics del postmodernisme, que Derrida va utilitzar en llargs diàlegs que no admeten una relació clara entre el treball dels dos. Figures considerades dintre del mateix camp de la desconstrucció s'han definit de tendències modernistes més que no postmoderns.

## Traduccions al català
- El monolingüisme de l'altre (Publicacions i Edicions de la Universitat de Barcelona, 2017)[10]